# Rheomys raptor
Rheomys raptor es una especie de roedor de la familia Cricetidae.

## Distribución geográfica
Se encuentra a partir de un segmento aislado en las tierras altas del centro de Costa Rica y Panamá.

## Hábitat
Se encuentra a lo largo de las corriente rápidas, que fluyen a través de las rocas de bosques de altura.